# الدرسانز استور، ویرجینیای غربی
الدرسانز استور (به انگلیسی: Alderson's Store) یک منطقهٔ مسکونی در ایالات متحده آمریکا است که در ویرجینیای غربی واقع شده‌است.

## خصوصیات
الدرسانز استور ۲٫۵ کیلومترمربع مساحت و ۱٬۰۹۱ نفر جمعیت دارد و ۴۷۲ متر بالاتر از سطح دریا واقع شده‌است.